# Polyvinyl Record Co.
Polyvinyl Record Co. é uma gravadora independente dos Estados Unidos, sediada em Champaign, Illinois e em San Francisco, Califórnia. A gravadora lançou álbuns das bandas Of Montreal, Braid, American Football, Xiu Xiu, entre outros.

## História
Polyvinyl Record Company foi criada por Matt Lunsford e Darcie Knight em 1994, enquanto os dois ainda estavam no ensino médio; a origem se deu no meio do crescimento da cena musical de Champaign-Urbana, Illinois, quando Lunsford e Knight criaram uma publicação musical independente chamada Polyvinyl Press. À medida que ela foi ganhando sucesso, as conexões com bandas independentes, ainda sem selos ou gravadoras, foram crescendo, e em julho de 1995 a dupla lançou uma edição da Polyvinyl Press que continha um EP split em sete polegadas das bandas Back of Dave e Walker. Eles começaram, então, a vender álbuns de bandas de amigos em shows locais. A transição de publicação fanzine para selo musical aconteceu na última edição da Polyvinyl Press, de maio de 1996, que incluia uma compilação chamada Direction, contendo 20 faixas que documentavam a produção musical faça-você-mesmo da área metropolitana de Champaign-Urbana, Illinois.
Os primeiros grandes lançamentos do selo vieram com o álbum de estreia da banda de emo Rainer Maria, em 1997, e de Frame and Canvas, o terceiro disco do Braid, em 1998.
O sucesso mainstream só veio a ser alcançado pela Polyvinyl com o lançamento do álbum The Sunlandic Twins, do Of Montreal, em 2005. O álbum produziu três singles de sucesso midiático, e a visibilidade da gravadora e dos artistas inscritos à ela aumentou consideravelmente. Respondendo à isso, a Polyvinyl abriu uma ramificação em San Francisco em 2008. Atualmente, a gravadora abriga mais de 30 bandas, e já lançou mais de 200 álbuns.

## Kickstarter
Uma das primeiras histórias de sucesso do Kickstarter foi da Polyinyl Record Co. Em 2009, Lunsford usou o serviço de crowdfunding para a limpeza de um excesso de 10 mil álbuns; dessa forma, os doadores da campanha recebiam prêmios como DVDs ao vivo, pacotes de cinco álbuns e etc. por preços módicos, partindo de 5 dólares. A campanha, que foi publicizada no Twitter e em blogs especializados em música, tinha como objetivo original arrecadar US$1000; o projeto foi muito além da meta, e, no total, US$15.000 foi vendido em álbuns e DVDs. Desde então, o selo tem frequentemente usado serviços de crowdfunding como uma forma de avaliar o interesse do público geral em adquirir álbuns e outros bens físicos antes destes serem produzidos.

## Lista de artistas atuais
| - Aloha - Alvvays - American Football - Anna Burch - Beach Slang - Birthmark - Deerhoof - The Dodos - Dusted - FAN - Fred Thomas - Generationals - Hazel English | - Jacco Gardner - Jeff Rosenstock - Julia Jacklin - Jay Som - Katy Goodman & Greta Morgan - Kero Kero Bonito - La Sera - Ladyhawke - Mister Heavenly - of Montreal - Owen - Palehound - Pet Symmetry - Pillar Point | - Post Animal - Radiation City - Rainer Maria - The Rentals - Tancred - Shugo Tokumaru - Someone Still Loves You Boris Yeltsin - Sonny & The Sunsets - STRFKR - Wampire - White Reaper - Xiu Xiu |

## Lista completa
| - 31Knots - AM/FM - Architecture in Helsinki - Asobi Seksu - Ativin - Audible - Beach Slang - Braid - Casiokids - Collections of Colonies of Bees - Corm - Decibully - Deerhoof - Faux Hoax - Friction - Hail Social | - Headlights - Ida - The Ivory Coast - Japandroids - James Husband - Joan of Arc - Kerosene 454 - Kyle Fischer - The Like Young - Loney Dear - Love Is All - The M's - Mates of State - Matt Pond PA - The One Up Downstairs - Paris, Texas | - Cale Parks - Pele - Painted Palms - Picastro - Psychic Twin - Radio Flyer - The Red Hot Valentines - Saturday Looks Good To Me - Stagnant Pools - Sunday's Best - Their/They're/There - Tu Fawning - Vivian Girls - Volcano, I'm Still Excited!! - xbxrx - ZZZZ |